# 林殿臣
林殿臣，清朝人，是一名清朝政治人物。
林殿臣曾于1885年接替吴恒任华亭县知县一职，1887年由杨开第接任。